# زدينكو يدفاي
زدينكو يدفاي هو لاعب كرة قدم بوسني في مركز الدفاع، ولد في 13 يناير 1966 في موستار في البوسنة والهرسك. لعب مع فيليز موستار ونادي رييكا ونادي زغرب ونادي سيغيستا.

## وصلات خارجية
- زدينكو يدفاي على موقع عالم كرة القدم.نت (الإنجليزية)